# Гексагидроксоплатинат(IV) натрия
Гексагидроксоплатинат(IV) натрия — неорганическое соединение, 
комплексное соединение металла платины
с формулой Na2[Pt(OH)6],
жёлтые кристаллы,
хорошо растворяется в воде.

## Получение
- Реакция гексахлороплатината(IV) натрия с концентрированным растворов гидроксида натрия:

{\displaystyle {\mathsf {Na_{2}[PtCl_{6}]+6NaOH\ {\xrightarrow {100^{o}C}}\ Na_{2}[Pt(OH)_{6}]\downarrow +6NaCl}}}

## Физические свойства
Гексагидроксоплатинат(IV) натрия образует жёлтые кристаллы.
Хорошо растворяется в воде.
Образует кристаллогидрат состава Na2[Pt(OH)6]•H2O.

## Применение
- Компонент электролитов для платинирования.